# SN 393
SN 393 – supernowa zauważona przez chińskich astronomów w 393 roku naszej ery. Według ówczesnych chińskich przekazów „gwiazda gość” (ke xing 客星) widoczna była przez osiem miesięcy, osiągając obserwowaną wielkość gwiazdową -1.
Współcześnie odkryto kilka pozostałości, które mogły powstać w wyniku eksplozji tej gwiazdy, najprawdopodobniej jest nią RX J1713.7-3946 położona w odległości około trzech tysięcy lat świetlnych od Ziemi.